# Fall Guys
Fall Guys (inicialment Fall Guys: Ultimate Knockout) és un joc de plataformes estil battle royale desenvolupat per Mediatonic. En ell, unes criatures semblants a gominoles o fesols competeixen entre si -individualment o en equips- en una sèrie de minijocs seleccionats aleatòriament, com ara curses d'obstacles o jocs d'atrapar. Els jugadors o equips s'eliminen a mesura que avancen les rondes fins que, finalment, el restant és coronat guanyador.
El joc es va anunciar a la fira E3 2019 i el va publicar Devolver Digital el 4 d'agost de 2020 per a Microsoft Windows i PlayStation 4. Posteriorment, Epic Games va adquirir Mediatonic i els seus drets de publicació. El joc es va fer gratuït el 21 de juny de 2022 i es va llançar a Nintendo Switch, PlayStation 5, Xbox One i Xbox Series X/S, amb l'opció de poder jugar en mode multiplataforma complet. A canvi de la gratuïtat, però, el joc va adaptar com a sistema de monetització un passi de batalla i personalitzacions d'avatar per als jugadors en forma de microtransaccions.
Fall Guys va rebre valoracions positives de la crítica per l'aparença visual i el seu estil de joc caòtic. La mecànica del joc s'inspira en concursos televisius com Takeshi's Castle, It's a Knockout, Wipeout i jocs tradicionals de pati d'escola. Cada pocs mesos el joc presenta una nova temporada, amb una temàtica concreta i novetats funcionals, estètiques i de joc.

## Joc
A cada partida comencen fins a 60 jugadors que competeixen en minijocs, que són diverses rondes eliminatòries de curta durada d'estil Battle Royale. Els jugadors es mouen per un camp tridimensional i poden efectuar moviments com saltar, agafar objectes o contrincants, escalar o llançar-se endavant. L'objectiu del joc és classificar-se per a les rondes posteriors completant amb èxit cadascuna de les proves seleccionades aleatòriament. Alguns minijocs impliquen córrer cap a una línia de meta al final del mapa; d'altres afegeixen elements de treball en equip, on després d'un aparellament amb altres jugadors cal fer proves cooperatives. A cada minijoc apareixen obstacles al mapa que augmenten la complexitat de la prova. Els jugadors que no acaben la prova o incompleixen altres requisits queden eliminats. A la ronda final, els pocs jugadors restants competeixen en un últim repte, també aleatori, dissenyat per a una quantitat menor de participants. L'equip o el jugador que guanya és l'últim que queda dempeus.
Utilitzant una moneda del joc, els kudos (elogis), els jugadors poden comprar cosmètics, plaques, etiquetes, patrons, plaques frontals i colors per personalitzar el seu personatge. Els jugadors obtenen kudos fent reptes diaris i aconsegueixen corones guanyant partides. A part dels kudos, a la botiga del joc també es podien gastar corones. Les corones eren una moneda de gamma alta fins al 21 de juny de 2022; ara només compten per al rang de corones. Al seu lloc s'han afegit els show-bucks (traduït a la versió castellana com fesols), la nova moneda d'alta gamma que es pot utilitzar per comprar disfresses completes, colors prèmium, patrons, plaques frontals i el passi de pagament per a temporades futures. Els jugadors només poden obtenir show-bucks mitjançant el passi de temporada o comprant-ne mitjançant microtransaccions.
A la temporada 4 es van afegir els crown shards (fragments de corona), que s'aconseguien jugant al mode d'equips o completant reptes diaris. Es va establir l'equivalència següent: 60 fragments de corona es podien canviar per una corona addicional.
Periòdicament s'afegeixen disfresses noves, normalment durant un temps limitat. Algunes són de personatges de diferents franquícies de vídeojocs, com Half-Life, Portal, Sonic, Ratchet & Clank, Little Big Planet o Among Us; o pel·lícules com Godzilla o El llibre de la selva.
Fall Guys compta amb noves temporades aproximadament cada 2 o 4 mesos, amb un tema nou i contingut addicional a cadascuna. Amb el temps ha anat creixent la quantitat de modes de joc. El mode d'equips es va afegir a la temporada 4, on un equip de quatre jugadors més coopera per guanyar punts per passar a la següent ronda i guanyar fragments de corona. El mode Sweet Thieves (Lladres dolços) es va afegir a la temporada 6, on un equip és invisible (només és visible quan es mou ràpidament) mentre que l'altre equip no. L'equip invisible (lladres) ha de portar dolços a les porteries mentre l'altre equip (guardians) intenta evitar-ho agafant els lladres per posar-los a la presó.

### Temporades

#### Knockout definitiu
| Temporada   | Període                 | Títol                 | Descripció |
| ----------- | ----------------------- | --------------------- | --- |
| Temporada 1 | 08/08/2020 – 07/10/2020 | Eliminació definitiva | La temporada original, inspirada en concursos com Takeshi's Castle, It's a Knockout i Wipeout . |
| Temporada 2 | 08/10/2020 – 14/12/2020 | Eliminació medieval   | Temàtica medieval, amb 5 noves rondes temàtiques, cosmètics, i l'opció de canviar sobrenoms i cartells. |
| Temporada 3 | 15/12/2020 – 21/03/2021 | Eliminació d'hivern   | Temàtica hivernal, amb 7 noves rondes temàtiques, 8 obstacles d'hivern, cosmètics, rangs i nous espectacles |
| Temporada 4 | 22/03/2021 – 20/07/2021 | Fall Guys 4041        | Temàtica futurista amb un estil retro, amb 9 noves rondes temàtiques, cosmètics, un mode per equips, corones com a moneda de joc, reptes diaris i ampliant el passi de temporada de 40 nivells a 50. |
| Temporada 5 | 20/07/2021 – 29/11/2021 | Aventura a la selva   | Temàtica selvàtica amb 6 noves rondes temàtiques, un mode per parelles i trios, nous esdeveniments i cosmètics |
| Temporada 6 | 30/11/2021 – 21/06/2022 | Festa espectacular    | Temàtica circense i festiva amb 6 noves rondes temàtiques, cosmètics, la possibilitat d'enllaçar un compte de Epic Games que permet la progressió multiplataforma entre PS4 i Steam, la possibilitat de tenir noms personalitzats per als jugadors de PC, el mode de joc 'Ladres dolços', sales i llistes d'amics. |

#### Batalla campal
| Temporada   | Període                 | Títol          | Descripció |
| ----------- | ----------------------- | -------------- | --- |
| Temporada 1 | 21/06/2022 – Actualitat | Batalla campal | Temàtica esportiva amb 7 noves rondes temàtiques i nous cosmètics. Les temporades s'han restablert a la Temporada 1, el joc ara és gratuït per jugar, les corones ja no són moneda i s'incorporen les monedes de xou, s'ha remodelat la botiga del joc, els compliments ja no es poden utilitzar per comprar. S'incorporen reptes setmanals i maratons a més dels desafiaments diaris, i hi ha disponible un abonament de temporada amb 50 nivells addicionals, a banda del passi de temporada gratuït. |

## Desenvolupament
La concepció del que es va convertir en Fall Guys va començar quan Mediatonic estava discutint un altre projecte el gener de 2018. El dissenyador principal Joe Walsh va dir que li recordava programes de jocs com Takeshi's Castle i Total Wipeout. D'aquesta idea es va inspirar per crear un document de presentació del que seria Fall Guys. Originalment titulat Fools' Gauntlet (el guant dels bojos), comptava amb 100 jugadors al camp que competien en una batalla real composta per reptes físics. El director creatiu Jeff Tanton, tot i que inicialment era no creia que la creació d'un altre joc estil battle royale tingués èxit, es va convèncer ràpidament del potencial del joc i va enviar la proposta de Walsh als fundadors de Mediatonic.
Tanton i Walsh van treballar en una presentació inicial, i l'artista conceptual principal Dan Hoang va crear imatges amb personatges acolorits en forma de mongeta que competien en una cursa d'obstacles al cel.. Tanton va explicar que els dissenys de personatges de Hoang van ajudar a canviar l'enfocament del joc lluny de la cursa d'obstacles i més centrat als personatges. Amb la presentació completada, Tanton va explicar el projecte a 10 editors diferents a la Game Developers Conference del 2018. Allà, Devolver Digital va acceptar publicar el joc, i 6 mesos després en va començar el desenvolupament.
Fall Guys va començar el procés inicial de prototipatge amb un equip petit, que va créixer fins a 30 persones durant el desenvolupament. El progrés inicial dels minijocs individuals va ser lent, cosa que va fer que l'equip es preocupés per no tenir prou contingut de cara al llançament. L'equip llavors va establir uns pilars que havien de permetre descartar idees més ràpidament. Aquests pilars incloïen assegurar-se que un minijoc era 50% caos i 50% habilitat i que cada nivell resultava diferent cada vegada. Inspirant-se en els concursos televisius i diferenciant-se dels altres jocs estil battle royale, Mediatonic es va centrar en aconseguir una jugabilitat amb molta varietat. En presentar al jugador diverses rondes aleatòries de modes de joc, esperaven recrear l'experiència d'estar realment en un concurs de televisió. Per ajudar a mantenir l'esperit dels jocs de pati d'escola, Mediatonic va crear una altra regla interna que requeria que els modes de joc s'haguessin d'explicar en tres paraules. Amb el temps, el joc va patir nombrosos canvis. El nombre de jugadors es va reduir de 100 a 60, perquè la superpoblació feia que les proves deixessin de ser amenes o divertides. En les proves, Mediatonic va assenyalar que van sobreestimar el nombre de jugadors que necessitaven per crear la sensació de multitud que volien incloure al joc.
Els dissenys finals dels personatges es van inspirar en l'aspecte dels ninots de plàstic. It's a Knockout, un programa que obligava els concursants a vestir-se amb disfresses de gran mida, va inspirar la idea que els personatges havien de tenir aquest element únic d'estar expressament mal dissenyats per a la tasca que havien de fer. La física dels personatges estil nina de drap és deliberada, creats sota la consigna que caure és divertit i per evitar els personatges hiperatlètics de Ninja Warrior. Segons Walsh, aconseguir l'equilibri adequat entre les col·lisions divertides i el desenvolupament de la prova era crític, per no perdre la sensació de comèdia.
Mediatonic va començar a treballar en la temporada 2 abans del llançament del joc amb el dissenyador de nivells Joseph Juson, assenyalant que era més una expansió, en comparació amb la temporada 3, on l'equip va intentar aportar noves idees.

## Llançament
Fall Guys: Ultimate Knockout es va anunciar a l'E3 el juny de 2019 i es va publicar el 4 d'agost de 2020 per a Microsoft Windows i PlayStation 4. Es van produir diverses actualitzacions per a la primera temporada i el 8 d'octubre de 2020 es va llançar la segona temporada de temàtica medieval. L'èxit va provocar més contractacions.
L'empresa xinesa Bilibili va anunciar l'agost del 2020 que desenvoluparia una versió mòbil per a Android i iOS que seria exclusiva a la Xina.
Al febrer de 2021, Fall Guys es va anunciar per a Nintendo Switch, Xbox One i Xbox Series X, previst per a mitjans de 2021. No obstant, l'abril de 2021 aquestes versions es van endarrerir fins al 2022, per donar un major enfocament en la compatibilitat creuada entre totes les versions del joc.
El març de 2021, Epic Games va adquirir Mediatonic i la seva empresa matriu, Tonic Games Group. Mediatonic va anunciar més tard que es centrarien a afegir compatibilitat multiplataforma per a totes les versions de Fall Guys, utilitzant recursos de jocs com Fortnite que van tenir disponibles després de ser adquirits per Epic Games.
El 18 de novembre de 2021, Mediatonic va anunciar que es requeririen comptes d'Epic Games a la temporada 6, que permetria la progressió multiplataforma entre PS4 i Steam i la possibilitat de tenir noms personalitzats per als jugadors de Steam. El 22 de febrer de 2022, Mediatonic va publicar una actualització afegint llistes d'amics i sales d'amics, mitjançant el sistema Epic Overlay que tenen jocs com Fortnite o Rocket League per convidar qualsevol persona a qualsevol plataforma mitjançant els comptes d'Epic Games.
Mediatonic i Epic Games van fer la transició de Fall Guys cap a un sistema gratuït coincidint amb el seu llançament el 21 de juny a Xbox One, Xbox Series X/S i Nintendo Switch. A més, també es va llançar una versió dedicada per a PlayStation 5, amb imatges millorades i efectes DualSense. El joc també es va reanomenar simplement Fall Guys, sense el subtítol Ultimate Knockout. Per a Windows, el joc es va eliminar del catàleg d'Steam i es va incorporar a l'Epic Games Store, tot i que els posseïdors de la versió de Steam no l'han perdut sinó que la tenen sincronitzada amb la versió d'Epic Games.

## Recepció
Fall Guys va rebre crítiques "generalment favorables", segons l'agregador de ressenyes Metacritic.
Tom Wiggins de la revista Stuff va elogiar el joc, anomenant-lo "El Super Monkey Ball per a la generació Fortnite ". Mercury News va elogiar la jugabilitat del "caos controlat" de Fall Guys, afirmant que utilitzava una combinació dels elements Battle Royale, estil Fortnite, i festius, estil Mario Party, de tal manera que el feia adaptat a l'era del coronavirus. Ollie Toms de Rock, Paper, Shotgun va elogiar Fall Guys pel seu enfocament creatiu com a joc de batalla real amb elements per a tots els públics en lloc de recórrer a recursos violents. Va elogiar la senzillesa del joc i la diversitat de continguts afegits amb cada temporada. Va argumentar que la física del personatge pot ser alhora emocionant i frustrant de jugar: "El que realment fa i trenca aquest joc és la imprecisió de les teves accions. No és quelcom que molts jocs competitius puguin aconseguir com ho fa Fall Guys."
El cap de setmana abans del llançament d'una beta tancada, Fall Guys es va convertir breument en el joc més vist a Twitch, així com en el sisè joc de Steam més reservat.
Fall Guys s'ha comparat amb freqüència amb Among Us, ja que tots dos són jocs en línia d'estil festiu que van créixer en popularitat durant la pandèmia de la COVID-19.
L'addició del mode d'equips a la temporada 4 es va rebre positivament. Kotaku va dir que evocava una nova perspectiva sobre un joc intens, destacant la importància del treball en equip. La incorporació de Lladres dolços també va tenir una acollida positiva. El lloc web Destructoid va dir "Això és el més divertit que ha passat amb Fall Guys". i "Si t'importen els trofeus, val la pena fer una ullada a Lladres dolços. Però també es manté per si mateix."

### Vendes
En les 24 hores posteriors al llançament, el joc ja tenia una base de jugadors activa de més d'1,5 milions de persones. La resposta del públic i la ràpida popularitat que va adquirir el joc van sorprendre els desenvolupadors, que van veure com els servidors quedaven sobrecarregats de manera inesperada. El 10 d'agost de 2020, Devolver Digital va anunciar 2 milions de còpies venudes a Steam. El 26 d'agost de 2020, les còpies a Steam ja superaven els 7 milions i s'havia convertit en el joc més descarregat en un mes en tota la història de PlayStation Plus. El novembre del mateix any, ja s'havia arribat a 10 milions de vendes a Steam, i eren més d'11 al desembre. Tot i els milions d'unitats venudes, després d'un pic inicial de 172.000 jugadors simultanis l'agost de 2020, la base es va reduir i estabilitzar entre els 10.000 i els 20.000 jugadors.
El juny de 2022, dues setmanes després del llançament de la versió gratuïta a PC i diverses consoles, el nombre de jugadors de Fall Guys superava els 50 milions.
La popularitat del joc va comportar diverses col·laboracions de marques per a contingut personalitzat. Poc després del llançament, Mediatonic va anunciar una recaptació de fons on la qual la marca comercial que donés més diners a l'organització benèfica SpecialEffect tindria els seus elements cosmètics personalitzats al joc.

### Premis
| Premi                                    | Data       | Categoria                      | Resultat | Ref.   |
| ---------------------------------------- | ---------- | ------------------------------ | -------- | ------ |
| Joystick d'or 2020                       | 24/11/2020 | Millor joc multijugador        | Guanyat  | [ 62 ] |
| Joystick d'or 2020                       | 24/11/2020 | Millor joc familiar            | Guanyat  | [ 62 ] |
| Joystick d'or 2020                       | 24/11/2020 | Millor comunitat               | Nominat  | [ 62 ] |
| Joystick d'or 2020                       | 24/11/2020 | Joc de l'any de PlayStation    | Nominat  | [ 62 ] |
| Joystick d'or 2020                       | 24/11/2020 | Joc de l'any                   | Nominat  | [ 62 ] |
| The Game Awards 2020                     | 10/12/2020 | Millor suport de la comunitat  | Guanyat  | [ 63 ] |
| The Game Awards 2020                     | 10/12/2020 | Millor joc multijugador        | Nominat  | [ 63 ] |
| The Game Awards 2020                     | 10/12/2020 | Millor joc independent         | Nominat  | [ 63 ] |
| Playstation.Blog Joc de l'any            | 18/12/2020 | Millor joc independent (Platí) | Guanyat  | [ 64 ] |
| Playstation.Blog Joc de l'any            | 18/12/2020 | Millor joc multijugador (Or)   | Guanyat  | [ 64 ] |
| XVII Premis Jocs de l'Acadèmia Britànica | 25/03/2021 | Millor joc britànic            | Nominat  | [ 65 ] |
| XVII Premis Jocs de l'Acadèmia Britànica | 25/03/2021 | Millor joc evolutiu            | Nominat  | [ 65 ] |
| XVII Premis Jocs de l'Acadèmia Britànica | 25/03/2021 | Millor joc familiar            | Nominat  | [ 65 ] |
| XVII Premis Jocs de l'Acadèmia Britànica | 25/03/2021 | Millor joc multijugador        | Nominat  | [ 65 ] |
| XVII Premis Jocs de l'Acadèmia Britànica | 25/03/2021 | Millor propietat original      | Nominat  | [ 65 ] |